# Cambodjaanse voetbalbond
De Cambodjaanse voetbalbond of Football Federation of Cambodia (FFC) is de voetbalbond van Cambodja.
De voetbalbond werd opgericht in 1933 en heette bij de oprichting Fédération Khmère de Football Association (FKFA). Die naam zou het behouden tot 1998. In 1998 werd dit gewijzigd in Cambodian Football Federation (CFF). De bond kreeg in 2006 de naam Football Federation of Cambodia
Het is sinds 1954 lid van de Aziatisch voetbalbond (AFC) en sinds 1998 lid van de Zuidoost-Aziatische voetbalbond (AFF). In 1954 werd de bond lid van de FIFA. Het hoofdkantoor staat in de hoofdstad Pnom Penh. De voetbalbond is onder andere verantwoordelijk voor het Cambodjaans voetbalelftal en de Cambodjaanse voetbalcompetitie.

## President
In januari 2022 was de president Sao Sokha.